# Carme Recasens Aubert
Carme Recasens i Aubert (Barcelona, 6 de enero de 1912 - Lisboa, 1979), de nombre artístico Carmencita Aubert y, después, Carmelita Aubert, fue una cantante y actriz española, artista de renombre de la revista de variedades en Barcelona de los años treinta.

## Trayectoria
Nació en la calle Peu de la Creu y era hija de la famosa actriz de variedades Rafaela Aubert, conocida como La Guayabita. Participó en los espectáculos Follies 1931, en el teatro Nou de Barcelona donde fue contratada por el bailarín negro Harry Fleming para su espectáculo Follies 1931. Un año más tarde en 1932 formó dúo con el cantante de tangos Mario Visconti, que la haría popular en escenarios y grabaciones discográficas. Cantó tangos, valses, canciones criollas, jazz y piezas de moda del cine norteamericano, también grabó discos y formó pareja artística con el famoso cómico Carles Saldaña, Alady. Actuó en los locales barceloneses más selectos, como la Granja Royal, con la orquesta Crazy Boys, o Maison Doreé, o en un espectáculo norteamericano con los Bel Symphonic Boys, en el Cine Fantasio.
La emisora Ràdio Associació de Catalunya EAJ-15 la incluyó entre sus artistas y aumentó su popularidad gracias a la publicidad radiofónica, por ejemplo, y especialmente, por la canción de Jaume Mestres i Pérez compuesta por publicitar el perfume Cocaína en flor. Amiga y colaboradora de militantes de la CNT, hizo giras por España con Celia Gámez.
En el terreno cinematográfico, en 1932 protagonizó con el humorista Josep Santpere la película de éxito Mercedes, dirigida en Barcelona por Josep Maria Castellví, con el cantante argentino Héctor Morel. En ese filme triunfó con la interpretación de su tema «Alma de tango». En 1935 protagonizó la película Abajo los hombres, considerada el primer musical español, del director Valentín Rodríguez González, donde popularizó La colegiala y el tango Clemencia.
Se significó por su ideología de izquierdas, frecuentó la compañía de Andreu Nin, Antoni Sesé, Joaquín Maurín y otros militantes del Bloc Obrer i Camperol y de Izquierda Comunista,e interpretó la canción «Comunista», con la Crazy Boys Orchestra. Cuando estalló la Guerra Civil Española se encontraba inmersa en una gira por Portugal, donde había sido contratada para las fiestas del carnaval de Lisboa. Se quedó, se convirtió en primera vedete de la revista musical. En 1944 intentó regresar a Cataluña para grabar un disco y rodar una película, pero fue detenida en Madrid por la policía franquista. Cuando la noticia fue conocida en Portugal, numerosos artistas protestaron ante el embajador español y finalmente fue liberada y devuelta en tren a Portugal sin tener la oportunidad de visitar a su familia en Barcelona. En Lisboa tuvo un recibimiento apoteósico, aclamada por la gente del mundo del espectáculo. Desde entonces se instaló definitivamente en Portugal, donde se convirtió en la primera vedete de revista, con éxitos en los grandes teatros como Las Canciones Unidas (1946) o Ela aí está (1949). Residió en Lisboa hasta su muerte en 1979.